# Fratelli Pinna
La Fratelli Pinna Industria Casearia è un'azienda italiana produttrice di formaggi ovicaprini con sede a Thiesi, nella città metropolitana di Sassari.

## Storia
L'attività commerciale nel settore caseario e dell'allevamento ebbe inizio nel 1919 per opera dei fratelli Giommaria e Francesco Pinna, sotto l'insegna di Fratelli Pinna.
Il 29 gennaio 1927 la ditta fu iscritta alla Camera di commercio di Sassari con il n° 6481. Nel 1928 Francesco Pinna si imbarcò a Genova, insieme a Francesco Sau, per recarsi a New York, nell'intento di stabilire una collaborazione commerciale per il collocamento diretto del pecorino romano senza però avere successo.
Nel 1933 Giommaria e Francesco Pinna stipularono un accordo al 50% con la società romana dei Fratelli Castelli per gestire una rete di caseifici e per commercializzare il prodotto nei diversi mercati. L'ingresso dell'Italia nella seconda guerra mondiale però interruppe ogni possibilità di commercio oltre Atlantico e le esportazioni verso gli Stati Uniti ripresero solo dopo la fine del conflitto, nel 1946.
Nel 1956 i fratelli Pinna inaugurarono uno stabilimento caseario nella regione detta de S'Ilvaletzi, alle porte di Thiesi. L'impianto, dotato di tecnologie moderne a vapore, era in grado di trasformare in formaggi circa diecimila litri di latte ovino al giorno. Il 27 settembre l'azienda si costituì a società a nome collettivo con la denominazione "Fratelli Pinna Industria casearia"; ne erano soci Francesco Pinna Santoru, il figlio Serafino ed i fratelli Serafino e Battistino, figli di Giommaria.
Il 21 gennaio 1967 Antonino Pinna acquistò dai fratelli Battistino, Raffaele e Serefineddu le quote che, sommate a quanto ereditato dal padre Francesco, gli permisero di entrare nella società con il 25% alla pari degli altri tre soci, il fratello Serafino ed i cugini, figli di Giommaria, Serafino e Battistino.
Nel 1969 venne aperto ad Isili un caseificio a vapore per la produzione di pecorino romano, utilizzando il latte proveniente dagli allevamenti del Campidano.
Nel 1974, in seguito alla collaborazione con la ditta Fratelli Revelli di Milano e all'ingresso nella grande distribuzione, venne immesso in commercio con il nome "Brigante" un formaggio ovino, molle e dolce che in precedenza era stato commercializzato con il nome di Crema di Thiesi.
Il 20 luglio 1981 la società cambia ancora forma sociale, diventando società per azioni in mano agli eredi di Giommaria e Francesco Pinna.
Nel 1985 con un investimento di circa 14 miliardi di lire fu ampliato ed ammodernato lo stabilimento di S'Ilvaletzi, portandone la capacità di lavorazione ad oltre novantamila litri di latte al giorno, in modo da poter affiancare, alle produzioni di pecorino romano, anche una linea di formaggi molli e freschi fra i quali primeggiava il Brigante.
Nel 1992, a seguito dell'ampliamento dello stabilimento di Thiesi, fu chiuso il caseificio di Isili. 
Nel 2000 è entrato in funzione un impianto di surgelazione, con una capacità di conservazione pari a sei milioni di litri di latte; in questa modo l'azienda casearia è in grado di disporre di latte ovino per tutto l'arco dell'anno.
Nel 2004, attraverso la controllata Roinvest e in partnership con la Singest del ministero dello sviluppo economico, l'azienda ha dato vita a Timișoara, in Romania, alla società Lactitalia per la produzione di latticini sia ovini che bovini, destinati prevalentemente ai mercati dell'Europa dell'est. Nel 2014 Roinvest è stata incorporata dalla Pinna che ha quindi assunto il controllo diretto dell'azienda rumena.
Nel 2015 l'azienda presentava un patrimonio netto di oltre 19 milioni di euro e un fatturato di oltre 62 milioni di euro.

## Controversie
Nel 2010 Coldiretti ha accusato l'azienda di concorrenza sleale per i prodotti caseari realizzati in Romania con latte locale e messi in commercio anche in Italia con nomi che richiamano a prodotti made in Italy con il sostegno economico del Ministero per lo Sviluppo Economico. L'azienda, in quella occasione, si era difesa precisando che per i formaggi prodotti con latte rumeno non si erano usate denominazioni protette né che era stato usato il marchio "Made in Italy". A difendere l'azienda dall'accusa di Coldiretti è anche la stessa Legacoop, che raccoglie il 65% della produzione e della trasformazione totale sarda, puntualizzando che tutto il latte e tutto il formaggio trasformato e venduto attraverso i suoi canali in Italia e all'estero è rintracciabile ed è direttamente prodotto e trasformato nell'Isola.
Durante la rivolta del latte, i manifestanti si accamparono per giorni nei pressi del caseificio di Thiesi e la struttura venne assaltata il 9 febbraio 2019 mentre il 2 marzo successivo, presso il caseificio, venne trovato un ordigno inesploso.

## Produzione
Il marchio Pinna comprende formaggi prodotti con latte di pecora e di capra, tra questi il formaggio più rinomato è il Brigante. La capacità produttiva dell'azienda raggiunge i 100.000 quintali l'anno. Il 70% della loro produzione è distribuito in Italia, mentre il restante 30% negli 15 stati esteri, 11 dei quali sono americani.

## Polo produttivo
- Thiesi